# Blackstone Group
Blackstone Group – amerykański fundusz typu private equity oraz investment management założony w 1985. Posiada siedzibę w Nowym Jorku. Jest jedną z największych firm private equity na świecie. W 2013 r. podano do wiadomości, że fundusz zamierza przejąć sieć hoteli Hilton za 26 miliardów dolarów.

## Blackstone w Polsce
Przedstawicielem lokalnym Blackstone Group na polskim rynku jest firma Multi Poland z siedzibą w Warszawie. Nieruchomości, należące do Blackstone, są zarządzane przez Multi Poland, wchodzącej w skład Blackstone.